# James Keene
James Keene (Wells, 26 december 1985) is een Engels profvoetballer die als aanvaller speelt.
Keene doorliep de jeugdopleiding van Portsmouth FC. Hij haalde ook het eerste team maar brak niet door en werd meermaals verhuurd aan lager spelende teams. In 2006 maakte hij op huurbasis indruk bij het Zweedse GAIS en hij werd tot eind 2013 gecontracteerd door IF Elfsborg. Tot in 2011 kwam Keene daar geregeld aan spelen toe maar in zijn laatste contractjaren werd hij verhuurd. Na korte periodes in Israël en India, speelt Keene sinds begin 2015 weer in Zweden voor Halmstads BK.